# Satan (motorfiets)

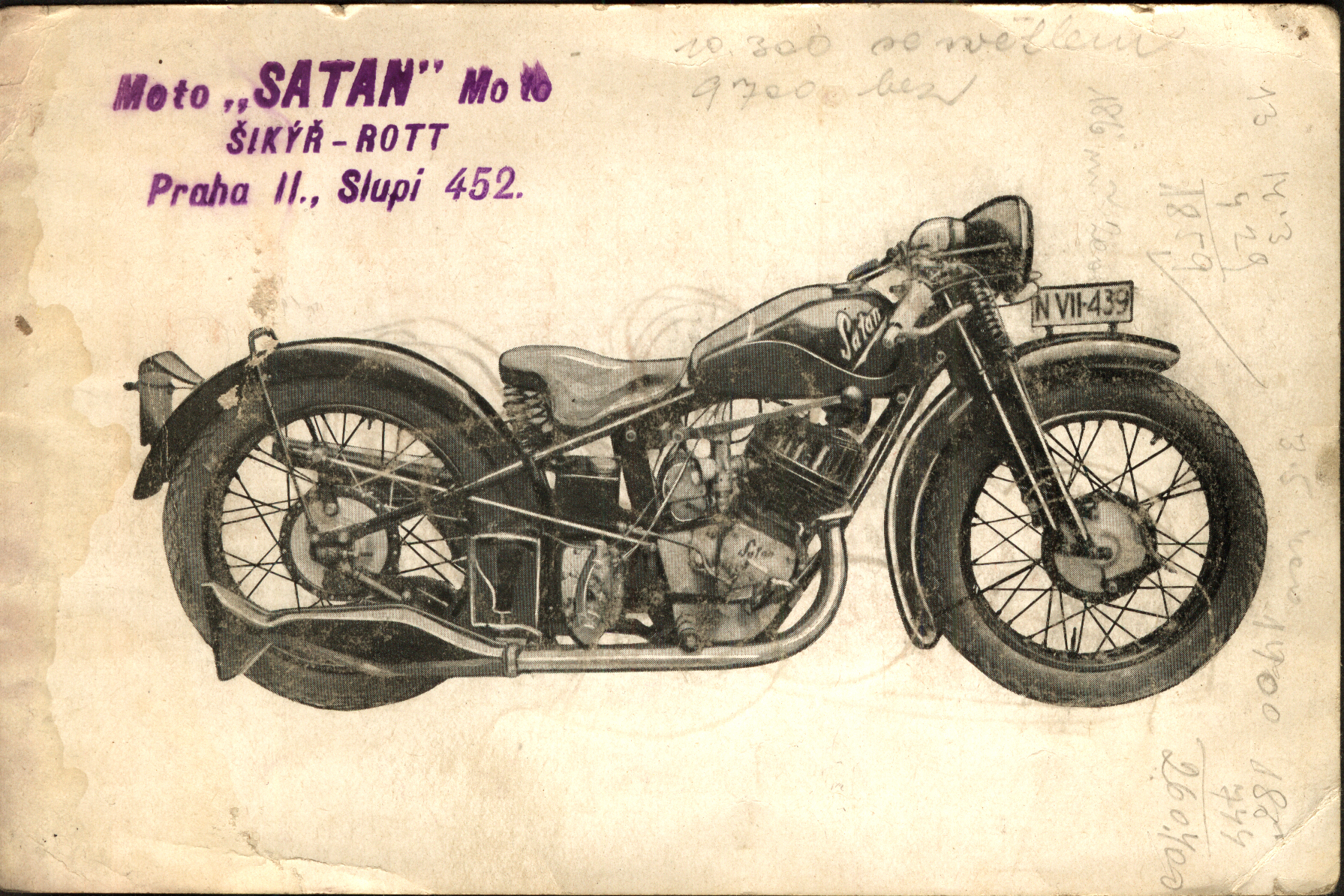
Satan 452 uit 1929

Satan is een historisch merk van motorfietsen.
De bedrijfsnaam was Sikyr-Rott, Strojirna, Praha II.
Satan was een Tsjechisch merk dat in 1929 enkele 548 cc zijkleppers bouwde.